# 黒須隆
黒須 隆（くろす たかし、1968年9月18日 - ）は、社会人野球の元選手（捕手、右投げ右打ち）である。
1996年アトランタオリンピック野球日本代表。

## 人物・来歴
埼玉県出身。浦和学院では3年の夏に1年後輩の鈴木健（西武→ヤクルト）、バッテリーを組んだ谷口英功（大学でも同僚）らとともに夏の甲子園ベスト4入り。その後東洋大へ進学、1年秋には明治神宮大会にも先発出場。3年春は二部リーグであった。一部リーグ通算76試合出場、224打数58安打、打率.259、1本塁打、26打点。1学年後輩に桧山進次郎のほか徳田吉成は黒須の存在もあって3年までは野手であった。1991年に日産自動車に入社。
強打の捕手として社会人野球界でも注目を集め、1993年、1994年と社会人野球日本選手権大会2年連続準優勝に貢献。1994年の日本・キューバ選手権で初めて日本代表入りを果たす。チームでは川尻哲郎、北川哲也をリードした。
1996年にはアトランタ五輪代表入りし、銀メダル獲得。捕手で代表入りしたのは大久保秀昭（当時日本石油。その後近鉄を経て慶大、JX-ENEOS監督）と黒須のみであった。1997年にはIBAFインターコンチネンタルカップの日本代表に選出され、キューバを破って世界一に輝く。翌1998年には川越英隆とのバッテリーでチーム2度目の都市対抗野球優勝を経験し、社会人ベストナイン捕手部門に選出される。
2000年に都市対抗野球大会10年連続出場表彰を受け、2001年にはIBAFワールドカップの日本代表入り。これが最後の日本代表入りとなった（日本代表キャリアは12）。しかし後進に道を譲りたいとしてこの年限りでユニフォームを脱いだ。その後は社業に就いている。

## 主な日本代表キャリア
- 日本・キューバ選手権（1994年）
- 第18回アジア野球選手権大会（1995年）
- アトランタオリンピック（1996年）
- 第13回IBAFインターコンチネンタルカップ（1997年）
- 第34回IBAFワールドカップ（2001年）

## 主な表彰、タイトル
- 第45回ベーブルース杯争奪大会首位打者賞（1991年）
- 第45回静岡大会首位打者賞（1997年）
- 社会人ベストナイン捕手部門　1回（1998年）
- 都市対抗野球大会10年連続出場表彰（2000年）